# La Ville éternelle (film, 1923)
Pour les articles homonymes, voir La Ville éternelle (homonymie).

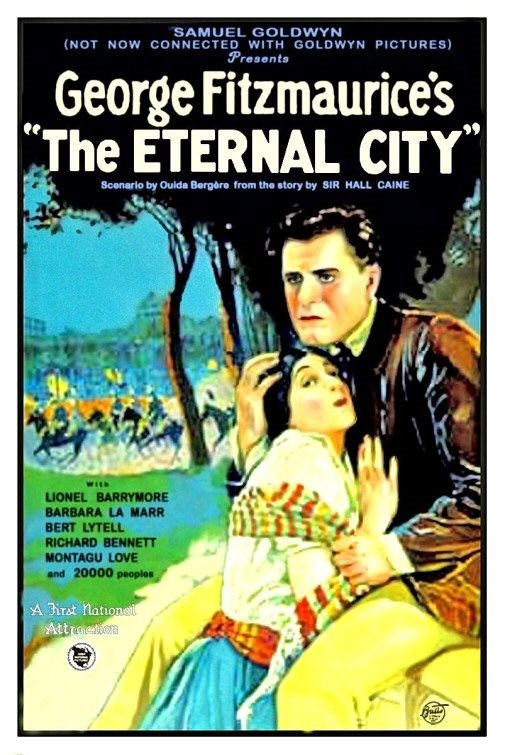
Affiche du film

La Ville éternelle (The Eternal City) est un film américain réalisé par George Fitzmaurice et sorti en 1923. Le film figure parmi les toutes premières productions de la compagnie personnelle de Samuel Goldwyn. C'est un remake d'un film de 1915, lui-même adaptation d'un roman de Hall Caine.

## Synopsis
A Rome, David, un orphelin, est pris en charge par Bruno, un sans-abri, avant d'être adopter par un docteur et sa fille, Roma, avec qui il se fiancera plus tard. Lorsque le Docteur meurt, et David et Bruno s'engagent dans l'armée pour participer à la première guerre mondiale.
Entre-temps, Roma est devenue une sculptrice renommée, soutenue par le baron Bonelli, qui est secrètement le chef de la branche romaine du parti communiste. De retour du front, David devient un partisan de Benito Mussolini et les choses se compliquent lorsqu'il découvre que sa fiancée soutenu par le baron Bonelli, son ennemi juré.

## Fiche technique
- Titre original : The Eternal City
- Réalisation : George Fitzmaurice
- Scénario : Ouida Bergère d'après le roman The Eternal City de Hall Caine
- Producteur : Samuel Goldwyn
- Production : Samuel Goldwyn Productions
- Photographie : Arthur C. Miller
- Distributeur : Associated First National
- Durée : 8 bobines[2]
- Date de sortie : 17 décembre 1923

## Distribution
- Barbara La Marr : Donna Roma
- Bert Lytell : David Rossi
- Lionel Barrymore : Baron Bonelli
- Richard Bennett : Bruno
- Montagu Love : Minghelli

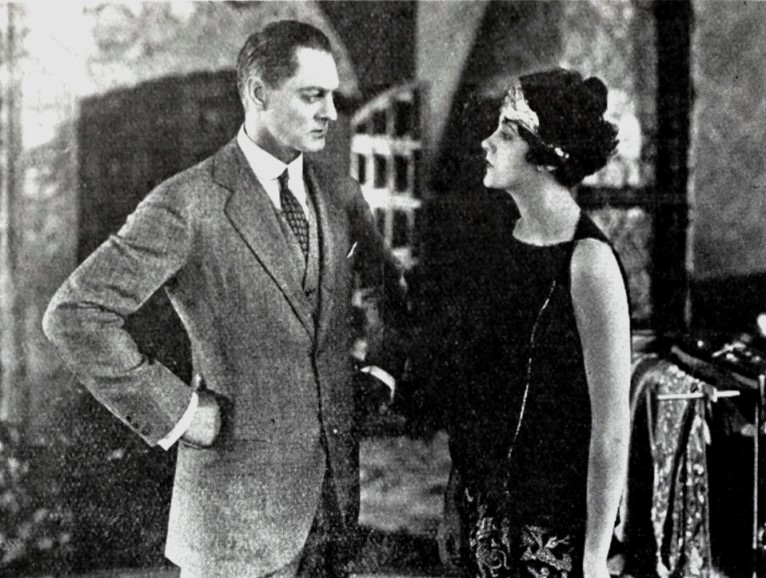
Lionel Barrymore et Barbara La Marr dans une scène du film.

- William Ricciardi : commissaire-priseur
- Betty Bronson : page
- Joan Bennett : page
- Ronald Colman : extra (non crédité)
- Victor Emmanuel III : lui-même
- Benito Mussolini : lui-même

## Production
L'histoire du roman original a été modifiée par Ouida Bergere pour retirer tout élément religieux du script. George Fitzmaurice a filmé le roi Victor Emmanuel III et son premier ministre Benito Mussolini passant en revue les troupes italiennes. En Octobre 1923, Fitzmaurice envoie à Mussolini une copie du film. Mussolini joue un petit rôle dans le film.